# Yvonne Buter
Yvonne Buter   (Schiedam, 18 de març de 1959) és una jugadora d'hoquei sobre herba neerlandesa, ja retirada, que va competir durant la dècada de 1980.
El 1988 va prendre part en els Jocs Olímpics d'Estiu de Seül, on guanyà la medalla d'or en la competició d'hoquei sobre herba. En el seu palmarès també destaquen una medalla d'or a la Copa del món d'hoquei sobre herba, al Champions Trophy i al Campionat d'Europa. Durant la seva carrera disputà 29 partits amb la selecció neerlandesa.